# 恒生物業管理有限公司
恒生物業管理有限公司乃恒生銀行之全資附屬機構，早於1963年已開始提供管業收租及物業租售等服務。現在，該公司主要提供物業租售、管業收租、大廈管理等服務。現時，該公司受託管理的物業面積已超逾五百萬平方呎。
2012年5月資深投資者羅家寶等人持有的灣仔莊士敦道項目（前龍門大酒樓地盤），與毗鄰由恒生銀行持有的恒生莊士敦道大廈合作重建發展，批建一幢28層商住物業
將重建後部分地鋪、一樓及二樓全層分予恒生銀行，以換取重建後的住宅樓面。
2012年11月，恒生銀行以5.608億元將筲箕灣道171號恒生西灣河大廈售予亮慧有限公司。
2013年2月，恒生銀行以29億元向南豐集團購入旺角亞皆老街113號全幢商廈。
2013年9月，恒生銀行以1.8億元向劉皇發家族購入屯門鄉事會路4至26號部份地下舖位。

## 主要物業組合
- 恒生銀行總行大廈

- 恒生尖沙咀大廈 - 尖沙咀加拿芬道18號

- 騏生商業中心 - 尖沙咀漢口道6號

- 恒生旺角大廈 - 九龍彌敦道677號

- 恒成大廈 - 九龍彌敦道363號

- 恒生九龍城大廈 - 九龍城太子道西360號

- 恒生青山道大廈 - 長沙灣青山道339號

- 恒生莊士敦道大廈 - 灣仔莊士敦道138號

- 恒生灣仔大廈 - 灣仔軒尼詩道200號

- 恒生銅鑼灣大廈 - 銅鑼灣怡和街28號

- 恒生北角大廈 - 北角英皇道 339 號

- 恒生元朗大廈 - 元朗青山道93號

- 恒生荃灣大廈 - 荃灣沙咀道289號

- 恒生113 - 旺角亞皆老街113號

## 外部連結
- 恒生物業管理有限公司網頁